# Óscar Boniek García
Óscar Boniek García Ramírez, född 4 september 1984 i Tegucigalpa, är en honduransk fotbollsspelare i som sedan 2012 spelar i MLS-laget Houston Dynamo. Namnet Boniek fick han efter den polska fotbollsspelaren Zbigniew Boniek.

## Karriär

### Klubblag
García kom till CD Olimpia 2004. Efter en säsong i CD Marathón gisk han tillbaka till Olimpia där han fick sitt genombrott. Han fick då provträna med Paris Saint-Germain och spelade i två vänskapsmatcher mot Vitória Guimarães och Benfica.
Efter att ha firat stora framgångar med Olimpia så skrev García på för Houston Dynamo 7 juni 2012. Drygt en månad senare gjorde han sitt första mål i klubben mot DC United.

### Landslag
García gjorde debut för Honduras i juli 2005 i en vänskapsmatch mot Kanada. Han har varit med i Honduras trupp till CONCACAF Gold Cup 2005, 2007 och 2011. García var även med i truppen till VM 2010 samt VM 2014, där han spelade tre gruppspelsmatcher i den senare turneringen.

#### Internationella mål
| Nr | Datum            | Plats                                                    | Motståndare | Mål | Resultat | Tävling           |
| -- | ---------------- | -------------------------------------------------------- | ----------- | --- | -------- | ----------------- |
| 1. | 4 september 2010 | Los Angeles Memorial Coliseum, Los Angeles, USA          | El Salvador | 1–1 | 2–2      | Vänskapsmatch     |
| 2. | 11 juni 2013     | Estadio Tiburcio Carías Andino, Tegucigalpa, Honduras    | Jamaica     | 2–0 | 2–0      | Kval till VM 2014 |
| 3. | 29 mars 2016     | Estadio Olímpico Metropolitano, San Pedro Sula, Honduras | El Salvador | 1–0 | 2–0      | Kval till VM 2018 |

## Meriter

### Klubblag
Olimpia
- Honduranska ligan
  - Clausura: 2005, 2006, 2008, 2009, 2010, 2012
  - Apertura: 2006, 2012

### Landslag
Honduras
- Copa Centroamericana: 2011